# Addams Family Values: The Original Orchestral Score
Addams Family Values: The Original Orchestral Score is een van de twee soundtrackalbums uitgebracht in 1993 ter promotie van de film Addams Family Values.
The Original Orchestral Score bevat selecties van de filmmuziek gecomponeerd door Marc Shaiman en uitgevoerd door Artie Kane. Het andere Addams Family Values soundtrackalbum Addams Family Values: Music from the Motion Picture bevatte vooral hiphop- en R&B-muziek.

## Tracklist
1. "It's an Addams!" – 2:05
2. "Sibling Rivalry" – 3:01
3. "Love on a Tombstone" – 1:01
4. "Debbie Meets the Family" – 2:17
5. "Camp Chippewa/"Camp Chippewa Song"" [*] – 1:36
6. "Fester's in Love" – 0:32
7. "The Big Date" – 2:28
8. "The Tango" – 2:44
9. "Fester and Debbie's Courtship" – 2:42
10. "Wednesday and Joel's Courtship" – 1:18
11. "The Honeymoon Is Over" – 1:27
12. "Escape from Debbie" – 3:27
13. "Eat Us" – 1:02
14. "Wednesday's Revolt" – 2:26
15. "Debbie's Big Scene" – 6:59
16. "Some Time Later" – 3:09

* Bij dit nummer worden zowel Shaiman als Kane genoemd als artiesten. Bij de andere wordt alleen Kane genoemd.